# Allobaccha flavipes
Allobaccha flavipes är en tvåvingeart som först beskrevs av Doesburg 1959.  Allobaccha flavipes ingår i släktet Allobaccha och familjen blomflugor. Inga underarter finns listade i Catalogue of Life.